# Sunny (ca sĩ)
Lee Soon-kyu (Hangul: 이순규; Hanja: 李純揆; Hán-Việt: Lý Thuận Khuê, sinh ngày 15 tháng 5 năm 1989), thường được biết đến với nghệ danh Sunny, là một nữ ca sĩ kiêm nhân vật truyền hình người Mỹ gốc Hàn Quốc. Cô được biết đến là thành viên của nhóm nhạc nữ Girls' Generation do SM Entertainment thành lập và quản lý.

## Tiểu sử
Sunny được sinh ra vào ngày 15 tháng 5 năm 1989 tại Quận Cam, California, Mỹ. Gia đình của cô chuyển đến Kuwait khi cô còn rất nhỏ và trở về Hàn Quốc vì chiến tranh vùng Vịnh. Cô có chung ngày sinh nhật với hai người chị gái của mình, Lee Eun-kyu và Lee Jin-kyu.
Năm 1997, Sunny gia nhập công ty Starlight Entertainment và trở thành thực tập sinh tại đây trong vòng 5 năm. Sau đó cô chuyển sang Starworld và trở thành thành viên của nhóm nhạc song ca Sugar với ca sĩ Ayumi Lee. Tuy nhiên nhóm đã không được ra mắt. Năm 2007, được sự giới thiệu của Ayumi, Sunny trở thành thực tập sinh của SM Entertainment. Sau 9 tháng luyện tập, cô được chọn làm thành viên nhóm nhạc nữ Girls' Generation.
Ngoài ra cô còn được biết đến là cháu gái của chủ tịch SM Lee Soo-man.

## Sự nghiệp

### Âm nhạc
Sunny ra mắt công chúng với tư cách là thành viên nhóm nhạc nữ Girls' Generation vào tháng 8 năm 2007. Cô cũng đã phát hành một số bài hát nhạc phim cho nhiều bộ phim truyền hình và điện ảnh. Trong số đó, các bài hát solo bao gồm "You Don't Know About Love" cho bộ phim truyền hình Working Mom (2008), "Finally Now" cho bộ phim điện ảnh Story of Wine (2009), "Your Doll" cho bộ phim truyền hình Oh! My Lady (2010), và "The 2nd Drawer" cho bộ phim truyền hình The Queen's Classroom (2013). Các bài hát song ca bao gồm "It's Me" với thành viên nhóm nhạc nữ f(x) Luna cho bộ phim truyền hình To the Beautiful You (2012), và "It's Love" với thành viên cùng nhóm Taeyeon cho bộ phim truyền hình Heading to the Ground (2009). Năm 2014, cô cũng thể hiện bài hát "First Kiss" nằm trong dự án Superhero của nhạc sĩ, nhà sản xuất âm nhạc Hwang Sung-je.
Ngoài ra, Sunny đã hợp tác với rapper Miryo trong bài hát "I Love You, I Love You" (2012) và nhóm nhạc indie Rooftop House Studio trong bài hát "Heart Throbbing" (2015). Cô cũng tham gia thể hiện bài hát "Seoul" cùng với một số thành viên của Girls' Generation và nhóm nhạc nam Super Junior nhằm quảng bá cho ngành du lịch của thành phố Seoul, Hàn Quốc, cũng như bài hát "You Are A Miracle" cùng với nhiều nghệ sĩ cho chương trình âm nhạc cuối năm Gayo Daejeon của đài SBS.
Năm 2015, Sunny sáng tác và thể hiện bài hát chủ đề cho chương trình phát thanh Sunny's FM Date mà cô là người dẫn chương trình. Năm 2023, Sau 16 năm gắn bó,   Sunny cuối cùng đã tuyên bố rời khỏi SM Entertainment.

### Truyền hình và phát thanh

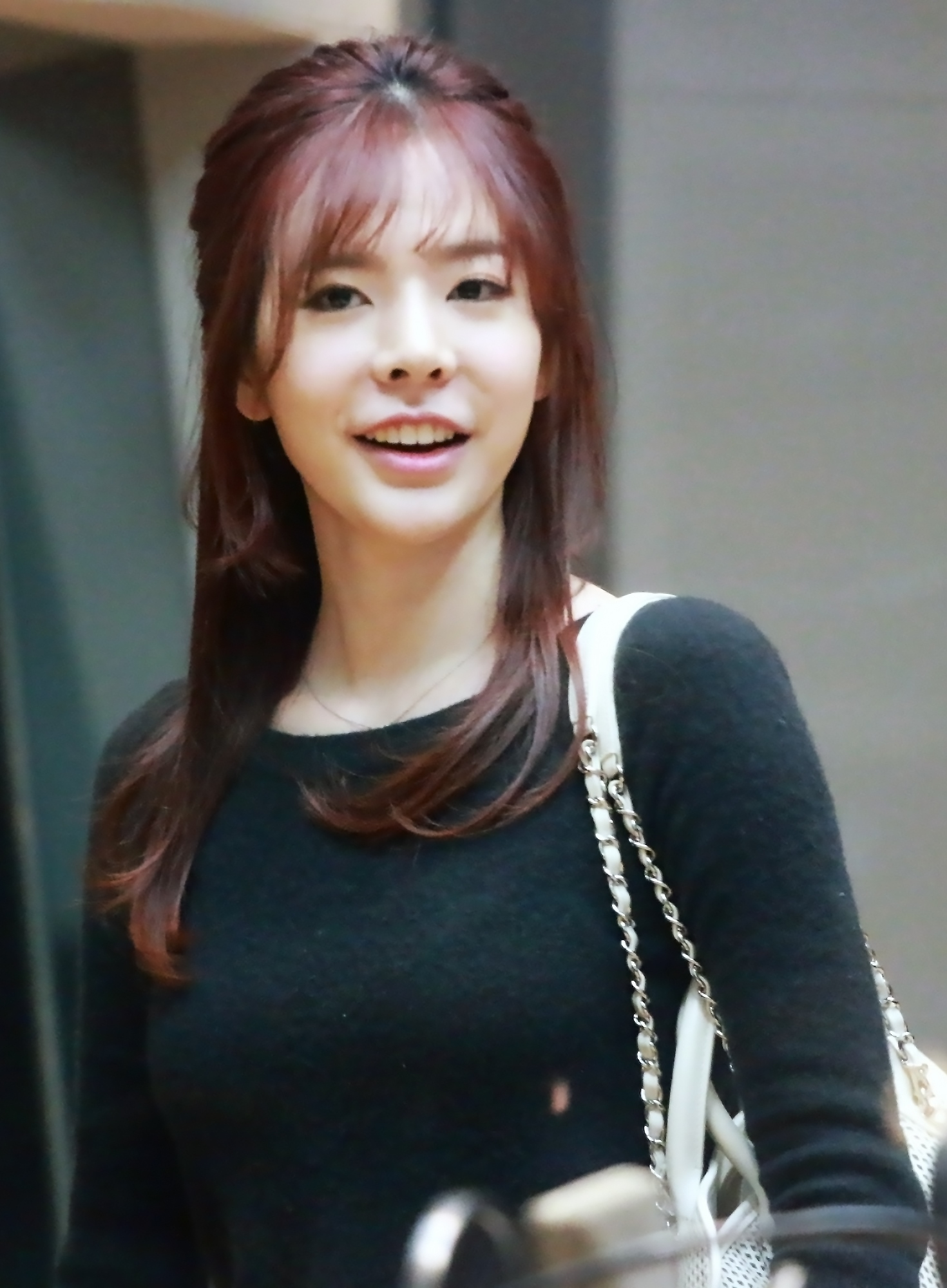
Sunny trong chương trình phát thanh Sunny's FM Date vào tháng 6 năm 2015

Năm 2008, Sunny và Sungmin, thành viên nhóm nhạc nam cùng công ty Super Junior, dẫn chương trình cùng nhau cho chương trình phát thanh Chunji. Đầu năm 2009, cô bắt đầu dẫn chương trình cho chương trình truyền hình The M trên kênh SBS MTV cùng với Kim Hyung-jun, thành viên nhóm nhạc nam SS501 và Seulong, thành viên nhóm nhạc nam 2AM. Tháng 10 năm 2009, Sunny và thành viên cùng nhóm Yuri trở thành một trong các thành viên cố định của chương trình truyền hình thực tế Invincible Youth. Hai người ngừng tham gia chương trình vào tháng 6 năm 2010 để tập trung cho sự ra mắt của Girls' Generation tại Nhật Bản.
Từ tháng 11 năm 2011, cô tiếp tục tham gia mùa thứ hai của Invincible Youth cùng với Hyoyeon, một thành viên khác của Girls' Generation. Tháng 2 năm 2012, cô trở thành người dẫn chương trình của chương trình truyền hình Music Island trên kênh SBS MTV. Tháng 7 năm 2012, Sunny ngừng tham gia Invicible Youth.
Tháng 5 năm 2014, Sunny bắt đầu dẫn chương trình cho chương trình phát thanh hàng ngày của riêng mình Sunny's FM Date. Từ tháng 9 năm 2014 đến tháng 2 năm 2015, cô tham gia mùa thứ hai của chương trình truyền hình thực tế Roommate với vai trò là thành viên cố định. Tháng 8 năm 2015, Sunny trở thành một trong năm người dẫn chương trình cho chương trình truyền hình Serial Shopping Family trên kênh JTBC. Tháng 11 năm 2015, Sunny ngừng dẫn chương trình cho Sunny's FM Date, chương trình được nữ ca sĩ Park Ji-yoon tiếp quản và được đổi tên thành Park Ji-yoon's FM Date.
5-2016: Sunny xuất hiện trên chương trình Knowing Brother và Star Advent in  China với thành viên cùng nhóm Hyoyeon. Cùng hàng loạt chương trình thực tế: Kim Je Dong Talk to you, Strong man, I live alone, Grandpas Over Flowers.
Tháng 6 năm 2016, Sunny bắt đầu tham gia chương trình truyền hình thực tế Cheonhajangsa có nội dung về các ngôi chợ truyền thống ở Hàn Quốc của đài JTBC.
12-2016: Sunny làm đại diện cho Shinhan bank với chiến dịch Sunny bank.
Tháng 5-2017 cô cùng chú mèo Sogeum tham gia chiến dịch bảo vệ động vật bị bỏ rơi.
Tháng 8-2017 Sunny làm MC cho chương trình SAME BED mùa 2
Tháng 9-2017 cô tiếp tục làm MC cho KBS mang tên "Hyenas on the keyboard" và Snowball project, ngoài ra còn có chương trình "we're the national''  của thế vận hôị mùa đông
Tháng 10-2017 Sunny làm MC cho Kpop Festival và tham gia show Battle trip cùng Hyoyeon. Tiếp theo đó là xuất hiện trên show của E-Channel và show "'Fashion Please take care 3"'.
Tháng 11-2017 cô tham gia chương trình Run away 50th cùng với bố của mình
1/2018 Sunny tham gia MBN Real life men and women.
Tháng 5 cô cùng các thành viên trong nhóm sang Pháp để ghi hình cho show mới.
Tháng 6-7 cô ghi hình cho chương trình người mẫu Hàn mang tên " 'super model 2018 survial''.
Tháng 11 cô tham chương trình Pijamas Friends cùng: Song JiHyo, Joy, Chung Ha...
4/2019 Sunny làm nhân vật chính cho show tạp kĩ nấu ăn của đài JTBC
Tháng 6 cô tiếp tục làm khách mời cho show Super Hearer. Ngoài ra SM xác nhận cô và Taeyeon sẽ livestream Pubg mobile xuyên suốt
Tháng 9 Sunny làm khánh mời xuất hiện ở Running Man
Tháng 11 cô tham gia Cafe ASEAN
Cô tiếp tục tham gia show "From Today Patissier" của đài JTBC vào tháng 12 cùng năm.

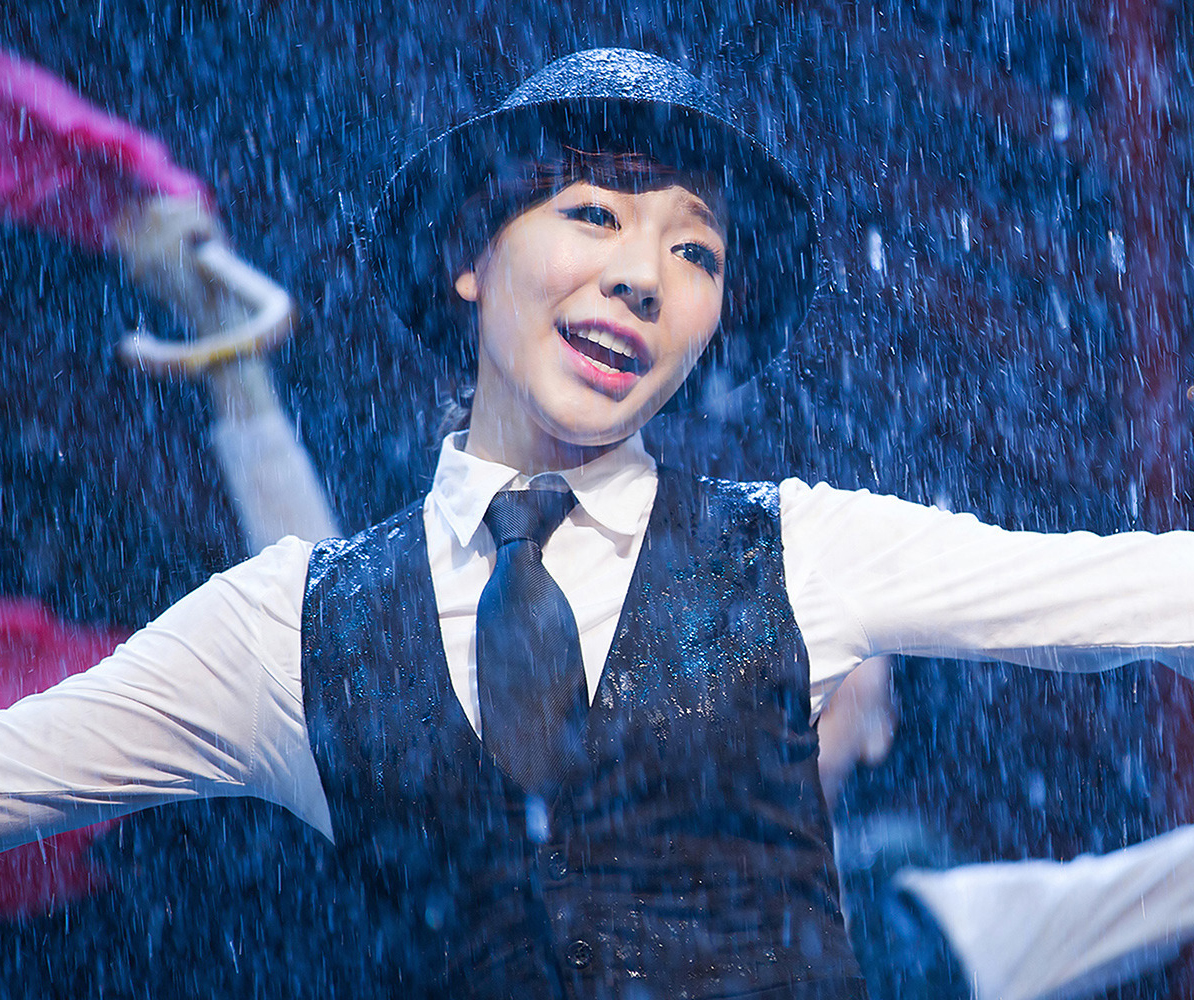
Sunny trong vở nhạc kịch Singin' in the Rain vào tháng 7 năm 2014

### Diễn xuất
Năm 2011, Sunny tham gia lồng tiếng cho phiên bản tiếng Hàn của bộ phim hoạt hình Koala Kid: Birth of A Hero trong vai Miranda. Từ tháng 3 đến tháng 6 năm 2012 và từ tháng 12 năm 2012 đến tháng 2 năm 2013, cô đảm nhận vai nữ chính Brenda Strong trong vở nhạc kịch Catch Me If You Can phiên bản Hàn Quốc. Diễn xuất của cô nhận được những phản ứng tích cực và giúp cô được đề cử cho giải Nữ diễn viên mới xuất sắc nhất tại các lễ trao giải The Musical Awards lần thứ 6 và Korean Musical Awards lần thứ 19.
Năm 2014, Sunny tham gia lồng tiếng cho phiên bản tiếng Hàn của bộ phim hoạt hình Rio 2 trong vai Jewel và đảm nhận vai nữ chính Kathy Selden trong vở nhạc kịch Singin' in the Rain phiên bản Hàn Quốc do SM Entertainment sản xuất.
Năm 2016, Sunny đảm nhận vai nữ chính Sejin trong vở nhạc kịch Nhật Bản Cafe-in.

## Danh sách đĩa nhạc

### Với tư cách ca sĩ chính
| Năm  | Bài hát      | Album                                |
| ---- | ------------ | ------------------------------------ |
| 2014 | "First Kiss" | Hwang Sung-jae Superhero 3rd Line Up |

### Cộng tác
| Năm                                                                                         | Bài hát                                                                                 | Thứ hạng cao nhất | Album                                   |
| Năm                                                                                         | Bài hát                                                                                 | HQ Gaon           | Album                                   |
| ------------------------------------------------------------------------------------------- | --------------------------------------------------------------------------------------- | ----------------- | --------------------------------------- |
| 2008                                                                                        | "Haptic Motion" (với Taeyeon, Jessica và Seohyun)                                       | —                 | —                                       |
| 2009                                                                                        | "Seoul" (với Taeyeon, Jessica, Seohyun, Kyuhyun, Sungmin, Ryeowook, Donghae và Leeteuk) | —                 | Đĩa đơn nhạc số                         |
| 2009                                                                                        | "I Can't Bear Anymore (Bear Song)" (với Taeyeon, Jessica và Seohyun)                    | —                 | —                                       |
| 2010                                                                                        | "Cabi Song" (với Taeyeon, Jessica, Seohyun, Chansung, Jun. K và Taecyeon)               | —                 | Đĩa đơn nhạc số                         |
| 2013                                                                                        | "You Are A Miracle" (với nhiều nghệ sĩ)                                                 | —                 | 2013 SBS Gayo Daejun Friendship Project |
| 2015                                                                                        | "Heart Throbbing" (với Rooftop House Studio)                                            | 89                | Heart Throbbing                         |
| "—" cho biết bài hát không lọt vào bảng xếp hạng hoặc không được phát hành tại khu vực này. |                                                                                         |                   |                                         |

### Với tư cách khách mời
| Năm  | Bài hát                                            | Thứ hạng cao nhất | Thứ hạng cao nhất | Album             |
| Năm  | Bài hát                                            | HQ Gaon           | Billboard K-pop   | Album             |
| ---- | -------------------------------------------------- | ----------------- | ----------------- | ----------------- |
| 2012 | "I Love You, I Love You" (Miryo hợp tác với Sunny) | 56                | 51                | Miryo aka Johoney |

### Nhạc phim
| Năm                                                                                         | Bài hát                                                      | Thứ hạng cao nhất | Thứ hạng cao nhất | Album                                         |
| Năm                                                                                         | Bài hát                                                      | HQ Gaon           | Billboard K-pop   | Album                                         |
| ------------------------------------------------------------------------------------------- | ------------------------------------------------------------ | ----------------- | ----------------- | --------------------------------------------- |
| 2007                                                                                        | "Touch the Sky" (với Taeyeon, Jessica, Tiffany và Seohyun)   | —                 | —                 | Thirty Thousand Miles in Search of My Son OST |
| 2008                                                                                        | "You Don't Know About Love"                                  | —                 | —                 | Working Mom OST                               |
| 2008                                                                                        | "The Little Boat" (với Taeyeon, Jessica, Tiffany và Seohyun) | —                 | —                 | Hong Gildong OST                              |
| 2009                                                                                        | "Finally Now"                                                | —                 | —                 | Story of Wine OST                             |
| 2009                                                                                        | "It's Love" (với Taeyeon)                                    | —                 | —                 | Heading to the Ground OST                     |
| 2009                                                                                        | "Motion" (với Taeyeon, Jessica, Tiffany và Seohyun)          | —                 | —                 | Heading to the Ground OST                     |
| 2010                                                                                        | "Your Doll"                                                  | 88                | —                 | Oh! My Lady OST                               |
| 2010                                                                                        | "Haechi" (với Taeyeon, Jessica, Tiffany và Seohyun)          | —                 | —                 | My Friend Haechi                              |
| 2012                                                                                        | "It's Me" (với Luna)                                         | 25                | 16                | To the Beautiful You OST                      |
| 2013                                                                                        | "The 2nd Drawer"                                             | 107               | 76                | The Queen's Classroom OST                     |
| 2014                                                                                        | "Cheap Creeper" (với Taeyeon, Jessica, Tiffany và Seohyun)   | —                 | —                 | Make Your Move OST                            |
| "—" cho biết bài hát không lọt vào bảng xếp hạng hoặc không được phát hành tại khu vực này. |                                                              |                   |                   |                                               |

## Danh sách phim

### Phim điện ảnh
| Năm  | Phim                                                     | Vai        | Ghi chú                            |
| ---- | -------------------------------------------------------- | ---------- | ---------------------------------- |
| 2012 | Koala Kid: Birth of A Hero                               | Miranda    | Lồng tiếng cho phiên bản tiếng Hàn |
| 2012 | I AM. – SM Town Live World Tour in Madison Square Garden | Chính mình | Phim tài liệu về SM Town           |
| 2014 | Rio 2                                                    | Jewel      | Lồng tiếng cho phiên bản tiếng Hàn |
| 2015 | SM Town the Stage                                        | Chính mình | Phim tài liệu về SM Town           |

### Phim truyền hình
| Năm  | Phim                       | Kênh    | Vai                                       | Ghi chú   |
| ---- | -------------------------- | ------- | ----------------------------------------- | --------- |
| 2008 | Unstoppable Marriage       | KBS2    | Một trong bảy công chúa của Bulgwang-dong | Khách mời |
| 2009 | Tae-hee, Hye-kyo, Ji-hyun! | MBC     | Chính mình                                | Khách mời |
| 2011 | Sazae-san: Special 3       | Fuji TV | Chính mình                                | Khách mời |

### Chương trình truyền hình
| Năm     | Chương trình                           | Kênh        | Vai trò             | Ghi chú                |
| ------- | -------------------------------------- | ----------- | ------------------- | ---------------------- |
| 2009-10 | The M                                  | SBS MTV     | Dẫn chương trình    |                        |
| 2009-10 | Invincible Youth                       | KBS2        | Thành viên cố định  | Tập 1-32, 37, 38 và 51 |
| 2011-12 | Invincible Youth 2                     | KBS2        | Thành viên cố định  | Tập 1-31               |
| 2012    | Music Island                           | SBS MTV     | Dẫn chương trình    |                        |
| 2012    | 1 vs 100                               | KBS2        | Thí sinh            |                        |
| 2013    | Real Men                               | MBC         | Narrator            |                        |
| 2013    | Grandpa Over Flowers 2                 | tvN         | Giám khảo khách mời | Tập 9-11 và 14         |
| 2014-15 | Roommate                               | SBS         | Thành viên cố định  | Mùa 2                  |
| 2015    | Global Taiyaki: Lunar New Year Special | SBS         | Giám khảo           |                        |
| 2015    | KBS Concert 7080                       | KBS         | Dẫn chương trình    |                        |
| 2015    | Serial Shopping Family                 | JTBC        | Dẫn chương trình    |                        |
| 2016    | Weekly Idol                            | MBC Every 1 | Dẫn chương trình    | Tập 232 và 233         |
| 2016    | War of Vocal: The Voice of God         | SBS         | Giám khảo khách mời |                        |
| 2022    | Tỏa sáng cùng sao                      | VTV6        | Dẫn chương trình    |                        |

### Chương trình phát thanh
| Năm     | Chương trình       | Ghi chú     |
| ------- | ------------------ | ----------- |
| 2008    | Melon Chunji Radio | Với Sungmin |
| 2014-15 | Sunny's FM Date    | Solo        |

## Sân khấu kịch
| Năm  | Vở kịch             | Vai           | Ghi chú   |
| ---- | ------------------- | ------------- | --------- |
| 2012 | Catch Me If You Can | Brenda Strong | Vai chính |
| 2014 | Singin' in the Rain | Kathy Selden  | Vai chính |

## Giải thưởng và đề cử
| Năm  | Giải thưởng                         | Hạng mục                       | Được đề cử          | Kết quả   |
| ---- | ----------------------------------- | ------------------------------ | ------------------- | --------- |
| 2010 | Mnet 20's Choice Awards lần thứ 4   | Hot Female Multitainer         | Sunny               | Đề cử     |
| 2012 | The Musical Awards lần thứ 6        | Nữ diễn viên mới xuất sắc nhất | Catch Me If You Can | Đề cử     |
| 2013 | Korean Musical Awards lần thứ 19    | Nữ diễn viên mới xuất sắc nhất | Catch Me If You Can | Đề cử     |
| 2014 | MBC Entertainment Awards lần thứ 14 | Rookie Radio DJ Award          | Sunny's FM Date     | Đoạt giải |